# هينمان
هينمان (بالإنجليزية: Heinemann) هي دار نشر تأسست في عام 1890 في المملكة المتحدة. وقد كانت هينمان تنشر أعمالاً للعديد من المؤلفين البارزين. وقد نشرت الشركة أيضا العديد من الترجمات الإنجليزية وكان لها أعمال كثيرة في الكتب غير الخيالية. وقد قامت هينمان بنشر بعض كتب أجاثا كريستي التي كانت تحت اسمها المُستعار ماري ويستماكوت.